# High on the Hog (album de Black Oak Arkansas)
Albums de Black Oak Arkansas
If an Angel Came to See You, Would You Make Her Feel at Home?
(1972) Street Party
(1974)
Singles
1. Jim Dandy
Sortie : novembre 1973

High on the Hog est le 3e album studio du groupe de rock américain, Black Oak Arkansas. Il est sorti en novembre 1973 sur le label Atco, une filiale d'Atlantic Records, et fut produit par Tom Dowd.

## Historique
L'album fut enregistré lors de deux séances, la première allant du 15 au 19 septembre 1972 aux Studios Criteria de Miami et la seconde allant du 4 au 29 août 1973 aux studios Wally  Heider Recordings de Hollywood en Californie.
Il comprend le single Jim Dandy une reprise du tube de LaVern Baker, qui deviendra la chanson culte du groupe qui contribua au succès de l'album. Sur celle-ci le groupe est accompagné par la chanteuse Ruby Starr. Ce single se classera à la 25e place du Billboard hot 100 et à la 12e place des charts canadiens.
L'album sera certifié disque d'or (+ de 500 000 albums vendus) le 6 janvier 1976 aux États-Unis et se classa 52e au Billboard 200. Il sera le premier album du groupe à se classer hors des USA, il atteindra la 81e place des charts canadiens.

## Liste des titres
Toutes les chansons ont été composées par le groupe sauf Jim Dandy, signée par Lincoln Chase (en) et Moonshine Sonata cosignée par Tom Dowd.
| 1. | Swimmin' In Quicksand | 3:20 |
| 2. | Back To The Land      | 2:25 |
| 3. | Movin                 | 3:13 |
| 4. | Happy Hooker          | 5:27 |
| 5. | Red Hot Lovin         | 2:45 |

| 6.  | Jim Dandy             | 2:38 |
| 7.  | Moonshine Sonata      | 5:26 |
| 8.  | Why Shouldn't I Smile | 2:21 |
| 9.  | High 'n' Dry          | 2:25 |
| 10. | Mad Man               | 3:50 |

## Composition du groupe pour l'enregistrement
- Jim Dandy Mangrum: chant, planche à laver.
- Rickie Reynolds: guitare rythmique 12 cordes, chœurs.
- Pat Daugherty: guitare basse, chœurs.
- Harvey Jett: guitare solo, banjo, piano, chœurs.
- Stanley Knight: guitare solo, steel guitare, orgue, chœurs.
- Tommy Aldridge: batterie, percussions.

## Membre additionnel
- Ruby Starr : chant sur Jim Dandy

## Charts et certifications
| Pays       | Durée du classement | Meilleur classement |
| ---------- | ------------------- | ------------------- |
| États-Unis | 22 semaines         | 52e                 |

| Pays       | Certification | Ventes    | Date       |
| ---------- | ------------- | --------- | ---------- |
| États-Unis | Or            | 500 000 + | 06/01/1976 |
| Canada     | 4 semaines    | 81e       |            |

### Charts singles
| Date            | Single    | Chart           | Durée du classement | Position |
| --------------- | --------- | --------------- | ------------------- | -------- |
| 16 février 1976 | Jim Dandy | Hot 100         | 13 semaines         | 25e      |
| 23 fevrier 1974 | Jim Dandy | RPM Top Singles | 9 semaines          | 12e      |